# Nehemie Benoudjita
Nehemie Benoudjita, né le 21 mars 1945 à Dorro et mort 29 septembre 1999 à N'Djaména, est un journaliste tchadien.

## Biographie
Il a fait ses études à Paris. Diplômé d’un Master en Sciences politiques à l’université Paris VIII Vincennes, il a longtemps milité en France, dans des organismes de lutte pour les Droits de l'homme. Il est père de deux enfants.
En 1991, il retourne dans son pays d’origine. Il y crée et dirige, un journal indépendant Le Temps, où il tient une chronique hebdomadaire pour prôner la démocratie et les Droits humains. Le Tchad, vivant sous un régime autoritaire, les articles du journal Le Temps, font l’objet régulier de poursuites gouvernementales. Et, son directeur attise la colère des officiels du pouvoir.
En 1998, il est le lauréat du prix Maître Joseph Behidi, prix que La Ligue tchadienne des Droits de l'Homme accorde aux défenseurs des Droits et Libertés en Afrique.
Le 29 septembre 1999, Nehemie Benoudjita décède à l’hôpital militaire de Ndjamena.
En 2007, Nehemyah’s Home (La maison de Nehemyah), un organisme spécialisé dans les services aux enfants malades, atteints du VIH/SIDA, a été créé pour lui rendre hommage.